# Deense League Cup
De Tele2 Liga Cup of de Deense League Cup was een Deense voetbalcompetitie die door de Divisionsforeningen werd georganiseerd. Het toernooi was genoemd naar zijn sponsor, Tele2. De wedstrijden die in deze competitie werden gespeeld werden niet door de Deense voetbalbond als officiële wedstrijden gezien.

## Formaat
Het toernooi werd gespeeld in groepsverband, gevormd door de top 3 van de SAS Ligaen. De wedstrijden duurden maar 45 minuten

## Winnaars
| Jaar | Winnaar    | Tweedeplaats | Derdeplaats    | Stadion        |
| ---- | ---------- | ------------ | -------------- | -------------- |
| 2005 | Brøndby IF | FC København | FC Midtjylland | Brøndbystadion |
| 2006 | Brøndby IF | FC København | Viborg FF      | Farum Park     |